# Гумене рукавице
Гумене рукавице су рукавице направљене од природне или синтетичке гуме. Гумене рукавице могу бити без подлоге (само гума) или подржане (гумене превлаке на текстилним рукавицама). Његова примарна сврха је заштита руку током обављања задатака који укључују хемикалије. Током прања посуђа можете носити гумене рукавице како бисте заштитили руке од детерџента и омогућили употребу топлије воде. Понекад неговатељи користе гумене рукавице током процеса замене пелена како би спречили контакт са фекалним материјалом/урином. Здравствени радници приликом извођења хируршких операција користе медицинске рукавице, а не гумене.

## Порекло
1894. године, Вилијам Стјуарт Халстед, први шеф хирургије у болници Џонс Хопкинс, изумео је гумене рукавице за своју супругу јер је приметио да јој на руке утичу свакодневне операције које обавља и како би спречио да се код медицинског особља појави дерматитис од хируршких хемикалија.

## Употреба у домаћинству
Гумене рукавице користе се у домаћинству за прање посуђа и чишћење у кући од 1960-их. Много различитих дизајна рукавица било је доступно у мноштву боја, али традиционално су жуте или ружичасте боје са дугим манжетнама. Иако су овакве и данас најпопуларније, могу се наћи и рукавице које се крећу од дужине до зглоба па до оних до рамена. Постоје чак и рукавице које су причвршћују на кошуље и боди за додатну заштиту.
Најбоље је да гумене рукавице чврсто приањају за кожу руке, и даље омогућавајући кожи да дише, олакшавајући држање и манипулацију предметима. Ношење рукавица штити руке од грубих детерџената и других производа за чишћење који се користе у кући и изван ње.
Ове рукавице традиционално користе људи који чисте у кући и популарне су међу професионалним чистачима и за чишћење у продавницама, кафићима и другим јавним местима. Дебљина рукавица пружа изврсну заштиту за све опште задатке чишћења и корисне су за све послове где руке треба ставити у воду и пружају заштиту приликом усисавања, брисања прашине и полирања.
Најчешћи материјал који се користи за израду рукавица за домаћинство је латекс. Латекс је стабилна дисперзија (емулзија) полимерних микрочестица у води. Латекси се налазе у природи, али се производе и синтетички. Обично рукавице имају поставу од памука за лако скидање и облачење. Проблеми са латекс гумом укључују алергијске реакције и лошу заштиту од супстанци као што су растварачи. Остали материјали који се користе за ублажавање овога су ПВЦ, нитрил и неопрен.
Рукавице се користе у прехрамбеној индустрији за минимизирање контакта са готовом храном. Генерално, запослени у прехрамбеним услугама морају да оперу руке пре почетка рада или облачења једнократних рукавица. Због учесталости алергија на латекс, многи људи прелазе на винил или нитрил рукавице. Полиетиленске рукавице су врло јефтина алтернатива. Латекс, винил и нитрил рукавице су доступне у сортама без пудера и праха. Прах у рукавицама направљен је од кукурузног скроба. Рукавице без пудера су обично скупље од рукавица са пудером, јер рукавице морају бити са пудером да би се уклониле са калупа на коме су направљене. Већина рукавица за једнократну употребу производи се у Кини, Малезији, Индонезији и Вијетнаму.
Рукавице за једнократну употребу понекад се користе како би заштитиле неговатељицу од контакта са дететовим фекалним материјалом/урином. Многе неговатељице користе рукавице док додирују дететову задњицу или гениталије приликом брисања или наношења крема. Ове рукавице су направљене од латекса, винила или нитрила.

## Употреба у медицини
Гумене рукавице се у медицини користе из два разлога: 
- да би се онај који их носи заштитио од инфекција
- да би се пацијент заштитио од преноса бактерија (јатрогеније).

Како се инфекција најлакше преноси физичким контактом, важно је медицинско особље између  третирања два или више пацијента увек промене рукавице и добро опере руке. тиме се избегава да се бактериолошка инфекција са једног пацијента због тога што рукавице нису биле промењене зарази други пацијент.
Које ће се рукавице користити у медицини зависи од намене,  јер не постоји врста рукавица која задовољава све потребе корисника. Све зависи од тога за коју врсту посла се користе и ризика које прате дату врсту посла. – латекс, винилне, нитрилне; стерилне или нестерилне.
У случају да медицинско особља  има неки облик алергије, у зависности од врсте алергијске реакције. Таква особа не сме да користи рукавице које јој изазивају алергијску реакцију. Како најчешће пудер, којим се облажу рукавице и латекс узрок алергијске реакцију, особе са алргијом  током рада требало би да се одлуче за коришћење нитрилних рукавица.

## Употреба за сакривање отисака прстију
Криминалци понекад носе рукавице док чине злочине како би избегли остављање отисака прстију који се могу користити као доказ против њих. Међутим, када се користе танке рукавице, отисци прстију заправо могу проћи, као отисци рукавица, преносећи тако отиске корисника на површине.  Отисци прстију такође се остављају на самој рукавици, а могуће је развити латентне отиске прстију од рукавица остављених на месту злочина или близу њега.

## Ограничења
Карен Ветерхан убијена је тровањем живом након што је неколико капи диметилживе пало на њену рукавицу током експеримента. Тестови су касније показали да диметилжива може брзо да прожме различите врсте латекс рукавица и уђе у кожу у року од око 15 секунди. Смрт Ветерханове довела је до много веће свести о проблемима порозности рукавица и хемијској сигурности, што је довело до обавезне употребе пластичних ламинатних рукавица за руковање диметилживом и произвело трајно и значајно побољшање лабораторијске безбедности.

## Гумене рукавице у Србији
У Србији се производи широк асортиман гумених рукавица, за једнократну или вишекратну употребу, са или без пудера, од винила, латекса, нитрила, полиетилена, са или без подлоге од памука, за различите намене: нега болесника, дентална медицина, ветеринарска медицина, салони лепоте, прехрамбена индустрија, кућна употреба, индустрија намештаја, механичарски радови, ауто-индустрија, штампарије, салони за тетоважу и др.

## Чишћење и одржавање гумених рукавица
Гумене рукавице за вишекратну употребу се темељно перу или испирају након сваке употребе. Складиште се даље од топлотних извора и сунчеве светлости. Обавезно се штите од пропуштања течности, ако нису за једнократну употребу, контролисањем евентуалних прореза или рупа од оштрих предмета. 
Треба одвојити рукавице према употреби (за купатило, кухињу, негу деце и сл.).